# Onthophagus squalidus
Onthophagus squalidus är en skalbaggsart som beskrevs av Lea 1923. Onthophagus squalidus ingår i släktet Onthophagus och familjen bladhorningar. Inga underarter finns listade i Catalogue of Life.